# Blokhuis (radioprogramma)
Het programma Blokhuis met Leo Blokhuis wordt sinds 2016 iedere zondagavond uitgezonden op NPO Radio 2. Het bevat veel aandacht voor nieuwe muziek en er komen muzikanten langs voor een interview en live-optreden.  
Het programma wordt uitgezonden tussen 19:00 en 21:00 uur. Voorheen was dat tussen 22:00 en 00:00 en 20:00-22:00. 
Aanvankelijk werd het programma uitgezonden door de VPRO, waarmee de omroep op 3 januari 2016 na 23 jaar terugkeerde op NPO Radio 2. Sinds 27 augustus 2017 valt het programma onder de vlag van BNNVARA. Blokhuis presenteerde eerder het programma op KX Radio & NPO Radio 6. 

## Vaste onderdelen
Het programma kent enkele vaste onderdelen:
Live-actElke week speelt een band of artiest in de studio die twee nummers live speelt. Ook wordt er een interview gehouden.
Theorie van AnnelieAnneli Verhees, die eveneens muziekdocent is, duikt in de details van een nummer.
De Wereldhit
Blokhuis en Verhees bellen met iemand in het buitenland om erachter te komen met welke muziek wij eens kennis zouden moeten maken in Nederland.

## Podcast
Elke zaterdag wordt Blokhuis de Podcast aangeboden op streamingsdiensten. Hierin presenteert Blokhuis een verhaal rondom een belangrijke artiest uit. 